# Alfred Ardelt
Alfred Ardelt (* 16. Januar 1931 in Raase, Tschechoslowakei; † 21. Januar 2011 in Hannover) war ein deutscher Politiker (CDU) und Funktionär des Bundes der Vertriebenen.

## Ausbildung und berufliche Tätigkeiten
Ardelt wurde in Raase (Okres Bruntál, von 1938 bis 1945 Landkreis Freudenthal im Ostsudetenland) geboren. Er kam nach der Vertreibung der Deutschen aus der Tschechoslowakei nach Hessen. Dort studierte er Politische Wissenschaften und Geschichte in Heidelberg und Frankfurt am Main. Nach dem Studium promovierte er zum Dr. phil. und war anschließend als Dozent und wissenschaftlicher Oberrat an der Offizierschule des Heeres in Hannover und am Zentrum Innere Führung der Bundeswehr in Koblenz tätig. In den Stadtrat von Hannover wurde Ardelt 1972 gewählt und war dort bis 1986 in der Kommunalpolitik für die CDU tätig. In den 1990er Jahren verließ er die CDU jedoch aufgrund des wachsenden Einflusses von Heiner Geissler.
In den Jahren 1986 bis 2000 war Ardelt Landesobmann (Landesvorsitzender) der „Sudetendeutschen Landsmannschaft Niedersachsen“ mit ihren 19 Kreisgruppen. Für mehrere Amtsperioden war er zudem stellvertretender Landesvorsitzender des Bundes der Vertriebenen in Niedersachsen. Er war außerdem Mitglied des Witikobundes. Er wandte sich verstärkt seiner Tätigkeit als Gründungs- und langjährigen Vorstandsmitglied der geschichtsrevisionistischen Staats- und Wirtschaftspolitischen Gesellschaft zu. In der Sache der Sudetendeutschen war er unversöhnlich und sprach von einem besetzten Sudetenland, das die Tschechoslowakei widerrechtlich besetzt halte.
Als stellvertretender Vorsitzender des Hauptausschusses und Schriftführer der SDL-Bundesversammlung setzte er sich konsequent für die Sudetendeutsche Volksgruppe und ihre Rechte ein. Ein besonderes Anliegen war für ihn die Wiedervereinigung, die er auch mit persönlichem Einsatz bei der Volkskammerwahl 1990 und dem Aufbau des BdV in den neuen Ländern sowie den Bemühungen um den Abbau beiderseitiger Feindbilder zu Gunsten der historischen Einheit demonstrierte.
Zudem war er als Schriftsteller tätig und veröffentlichte mehrere Werke zum Thema Vertreibung. Publizistisch tätig war für die neurechten Zeitschriften Criticón und Wir selbst sowie für die Zeitungen Junge Freiheit und Ostpreußenblatt. Er veröffentlichte mehrere Aufsätze in den rechtsextremen Verlagen Deutsche Stimme und Hohenrain, unter anderem für den Publizisten Rolf-Josef Eibicht. Darunter befinden sich neben der Vertriebenenpolitik auch Aufsätze über Hellmut Diwald und Jörg Haider.
Alfred Ardelt unterschrieb außerdem den „Appell der 100 – Die Meinungsfreiheit ist in Gefahr“, der in verklausulierter Form gegen die Strafbarkeit der Holocaustleugnung polemisierte.

## Werke

### Dissertation
- Erfahrungen mit Bürgerentscheid und Bürgerbegehren auf Grund von § 21 der Gemeindeordnung für Baden-Württemberg. Heidelberg, 1962

### Aufsätze/Beiträge
- Alfred Ardelt/Richard Seeger: Bürgerentscheid, Bürgerbegehren und -anregung („Bürgerantrag“) in Baden-Württemberg. In: Jörg-Detlef Kühne/Friedrich Meissner (Hrsg.): Züge unmittelbarer Demokratie in der Gemeindeverfassung 1977, S. 91–119.
- Zum Selbstverständnis sudetendeutscher Politik. In: Die Tschechoslowakei: Das Ende einer Fehlkonstruktion_ Die sudetendeutsche Frage bleibt offen. Verlagsgesellschaft Berg 1993.
- Der Sudetendeutsche Hellmut Diwald. In: Rolf-Josef Eibicht (Hrsg.): Hellmut Diwald – Sein Vermächtnis für Deutschland – Sein Mut zur Geschichte. Tübingen: Hohenrain Verlag 1994. ISBN 3-89180-038-X
- Unverzichtbare Grundsätze einer sudetendeutschen und ostdeutschen Heimatpolitik ohne Tabus und Vertreibung verlangt Rückkehr und Wiedergutmachung. In: Rolf-Josef Eibicht: 50 Jahre Vertreibung. Hohenrain 1995. ISBN 978-3-89180-041-6
- Die Entmachtung der deutschen Vertriebenen – letzter Akt. Interview mit Dr. Alfred Ardelt von Rolf-Josef Eibicht. In: Thema Revisionismus: Vierteljahreshefte für freie Geschichtsforschung, Heft 4 Dez. 1999
- Unverzichtbare nationale weltanschauliche Grundpositionen für die deutschen Staaten. In: Rolf-Josef Eibicht (Hrsg.): Jörg Haider – Patriot im Zwielicht? Stuttgart: Deutsche Stimme Verlag 1997.